# Cantó de Saint-Avold-1
El cantó de Saint-Avold-1 és un cantó francès del departament del Mosel·la, situat al districte de Forbach. Té 5 municipis i part del de Saint-Avold.

## Municipis
- Altviller (Oltwiller)
- Diesen
- Folschviller (Folschwiller)
- Porcelette
- Saint-Avold (part)
- Valmont

## Història
| Data d'elecció                           | Identitat       | Partit        | Qualitat |
| ---------------------------------------- | --------------- | ------------- | -------- |
| 1945-1949                                | Pierre Muller   | PCF           |          |
| 1949-1961                                | Jean Robert     | Divers droite |          |
| 1961-1964                                | M. Potier       | MRP           |          |
| 1964-1976                                | Denis Klein     | UDR           |          |
| 1976-1985                                | Armand Nau      | UDF           |          |
| 1985-2008                                | André Berthol   | UMP           |          |
| 2008-                                    | Fabrice Boucher | PS            |          |
| les dades anteriors no són pas conegudes |                 |               |          |
|                                          |                 |               |          |